# Пьотър Глински
Пьотър Тадѐуш Глински (на полски: Piotr Tadeusz Gliński) е полски социолог и политик, професор на хуманитарните науки, университетски преподавател. От 2015 година министър на културата и националното наследство и вицепремиер в правителствата на Беата Шидло и Матеуш Моравецки.
В годините 2005 – 2011 председател на Полското социологическо дружество, депутат в Сейма VI, VII, VIII и IX мандат.

## Подбрани трудове
- Społeczne aspekty ochrony i kształtowania środowiska w Polsce, Wyd. SGGW-AR, Warszawa 1990.
- Polscy Zieloni. Ruch społeczny w okresie przemian, IFiS PAN, Warszawa 1996.
- Style działań organizacji pozarządowych w Polsce. Grupy interesu czy pożytku publicznego?, IFiS PAN, Warszawa 2006.
- Oburzeni (съавтор), Biały Kruk, Kraków 2013.
- Wygaszanie Polski 1989 – 2015 (съавтор), Biały Kruk, Kraków 2015.